# イギリス国際連合常駐代表
イギリス国際連合常駐代表（イギリスこくさいれんごうじょうちゅうだいひょう、permanent representative of the United Kingdom to the United Nations）またはイギリス国際連合大使（イギリスこくさいれんごうたいし）は、国際連合におけるイギリスの代表であり、イギリス国際連合代表部(UKMIS)の長である。正式名称はHis Britannic Majesty's Permanent Representative from the United Kingdom of Great Britain and Northern Ireland to the United Nations（グレートブリテンおよび北アイルランド連合王国から国際連合への英国国王陛下の常駐代表）である。

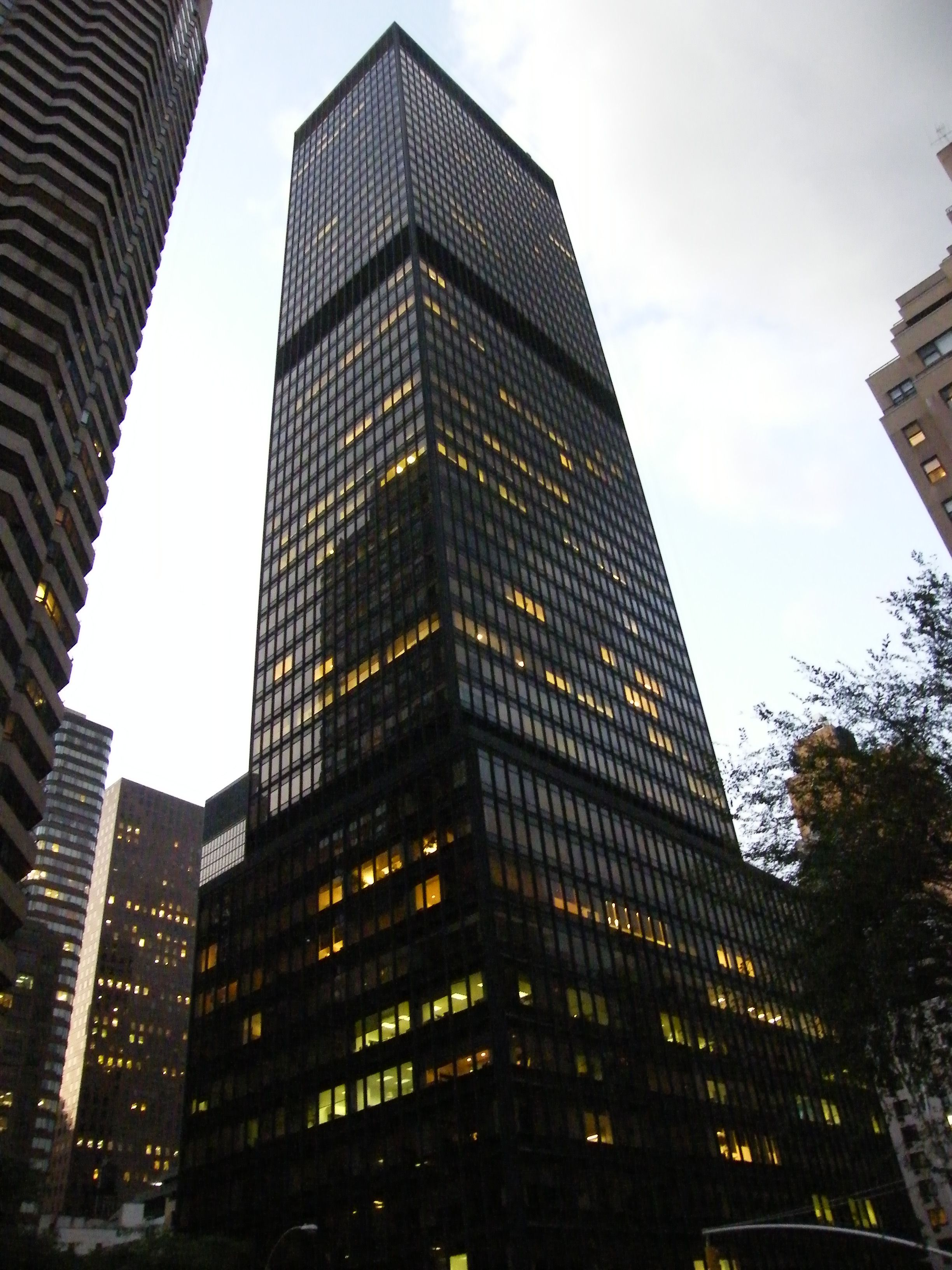
イギリス国連常駐代表部が置かれる1ダグ・ハマーショルド・プラザ

イギリスの国際連合常駐代表部は、ニューヨーク2番街885番地の1ダグ・ハマーショルド・プラザ内に置かれている。

## 一覧
| 肖像 | 氏名                         | 着任年 | 退任年   |
| ---- | ---------------------------- | ------ | -------- |
|      | アレクサンダー・カドガン     | 1946   | 1950     |
|      | グラッドウィン・ジェブ       | 1950   | 1954     |
|      | ピアソン・ディクソン         | 1954   | 1960     |
|      | パトリック・ディーン         | 1960   | 1964     |
|      | ヒュー・フット               | 1964   | 1970     |
|      | コリン・クロウ               | 1970   | 1973     |
|      | ドナルド・メイトランド       | 1973   | 1974     |
|      | アイバー・リチャード         | 1974   | 1979     |
|      | アンソニー・パーソンズ       | 1979   | 1982     |
|      | ジョン・トムソン             | 1982   | 1987     |
|      | クリスピン・ティッケル       | 1987   | 1990     |
|      | デイビッド・ハネイ           | 1990   | 1995     |
|      | ジョン・ウェストン           | 1995   | 1998     |
|      | ジェレミー・グリーンストック | 1998   | 2003     |
|      | エミル・ジョーンズ・パリー   | 2003   | 2007     |
|      | ジョン・サワーズ             | 2007   | 2009     |
|      | マーク・ライアル・グラント   | 2009   | 2015     |
|      | マシュー・ライクロフト       | 2015   | 2018     |
|      | カレン・ピアース             | 2018   | 2020     |
|      | バーバラ・ウッドワード       | 2020   | （現職） |